# 高山英華
高山 英華（たかやま えいか、 1910年4月20日 - 1999年7月23日）は、日本の都市計画家、建築家。東京大学名誉教授。工学博士。近代都市計画学の創始者。
建築系の都市計画学者で、また都市工学の先駆者として都市再開発から広く地域開発、都市防災の推進等を通しまちづくり事業に貢献し、都市計画分野に大きな足跡を残す。

## 人物
1910年4月生まれ。東京市芝区高輪育ち。幼少の頃住みかは高輪から代々木、代々木から大久保、その後に兄が結核にかかり、一家で阿佐ヶ谷に引越す。以来東京都杉並区に在住した。東京高等師範学校附属中学校（現・筑波大学附属中学校・高等学校）、旧制成蹊高等学校を経て、1934年東京帝国大学工学部建築学科卒。
成蹊高校時代は、バスケットボールの選手で活躍。中学時代と大学在学中サッカーの選手として活躍し、旧制中学サッカー部時代全国優勝を経験。文芸評論家中島健蔵は旧制中学と東大サッカー時代の先輩にあたり、彼の自伝小説『自画像』にも登場する。帝大在学中の1930年第9回極東選手権大会で日本代表フォワードに選出されている。その他戦前に開催を計画されていた1940年東京オリンピックのパンフレット用ポスターの絵を手掛ける。また、ベルリンオリンピック代表の候補にも選ばれ、ベルリンオリンピックは出発直前に盲腸を発症し辞退、これにより兵役の任官も遅れたため同期の士官らが招集されたノモンハン事変に遭遇を免れる。
1933年西山卯三らと、日本文化工作聯盟と対峙する「青年建築家クラブ」を結成、資本論やフリードリヒ・エンゲルスの住宅問題の読書会を開催していたが、マルクス主義思想を理由に特別高等警察の手入れを受ける。このため、兵役時には毎日往復びんたの日々であったという。1934年に大学を卒業。卒業制作でこの年の辰野金吾賞を受賞。この年はほかに日建設計社長となる塚本猛次、山下設計事務所社長となる野崎謙三が受賞している。
卒業後は財団法人同潤会への就職を予定していたが、都市計画の研究のため助手になって大学にそのまま残る。
1936年財団法人同潤会創立10年を記念して資金援助を受け、岸田日出刀らと共同研究としておもに外国における住宅敷地割の調査研究をまとめ、「外国に於ける住宅敷地割類例集」として出版した。
1938年、内田祥三の指導の下、内田祥文・関野克らと満州国大同都市計画（大同都邑計画）立案に参画するが徴兵を受ける。1941年大学に戻り、東北の漁村プランなど、都市計画関連の委託研究をもっぱら手がける。同年、高山の下に丹下健三が大学院に進学してくるが、日米開戦となり高山は中国戦線、満州野線砲兵大7連隊に召集される。1942年3月除隊し、1943年には千葉県稲毛に設置された東京帝国大学第二工学部へ移籍する。移籍後は企画院事件ですっかり骨抜きになっていた企画院の戦時物資動員計画等に関与し、国土防衛と自給自足の資料調査に従事した。
戦後は内田祥文や丹下健三、浅田孝らと国土会を結成し、戦災復興都市計画に従事するべく、建築系の人材を人手が足りない戦災復興院嘱託に送り込むほか、自らも長岡市など、全国各地の都市計画事業に従事する。国土会はその後日本建築文化聯盟に再組織化し、土地の国有地化を主張しながら1947年に戦後結成された建築諸団体と新日本建築家集団（NAU）として合併し、高山は初代の中央委員長になる。
1949年に東京大学教授、1961年からは東京工業大学教授を併任したが、1962年に東京大学工学部に都市工学科を設立し移籍、国土計画、地方計画、農村計画、住宅地計画などを担当する。高山の研究室には後にソウルオリンピック主競技場を設計して韓国近代建築の巨匠となる金壽根も所属していた。同時期に、武蔵野市から研究室への吉祥寺駅周辺都市計画案の作成委託をうけ「高山案」を立案。
1964年東京オリンピックでは、オリンピック施設特別委員会の副委員長となり、開催会場一帯の配置計画や道路や輸送体制を含む全体計画のプロデュースを行なう。駒沢会場の総合計画を検討では公園内の貫通道路（現駒沢通り）が人と車を分ける立体交差を採用、中央には広場を置きその両側に体育館と競技場を配置した構成の会場を立案。
また国策として高度成長政策が展開された1960年、国土計画協会から工業都市のプランニングが委託される。こうして三重県四日市市などの工業都市の都市計画にかかわるが、今度は四日市ぜんそくといった公害の対策案作成が後に都市計画協会に委託され、高山が公害対策の研究会を設置しその中心となって、1969年に公害対策マスタープランを発表することになる。
1960年に日本都市計画学会に委託された富山県の第二次県勢総合計画「射水地域総合開発計画」の構想具体化は1961年から1962年にかけて高山研究室が中心となり「射水地域広域都市計画」としてまとめている。
1966年からは江東防災総合委員会委員長に就任し江東十字ベルト構想を発表。提案した6防災拠点の一つである白髭西地区の再開発素案は1973年に立案し、11月に発表された。
1965年から1967年まで日本建築学会会長。そのほか、都市計画中央審議会委員、国土総合開発審議会委員、日本原子力産業会議常任理事、財団法人都市防災研究所会長、日本沿岸域会議顧問、人間道路会議会長など多くの要職を歴任している。安田火災海上本社ビル（現損保ジャパン日本興亜本社ビル）では建設委員の一人に名を連ねたが、会議には毎回欠席している。
1970年に開催された日本万国博覧会の跡地利用計画策定では、高山が主導して、施設中心の再利用計画を採用せず、森林を主体とした万博記念公園を造成する方針を決めた。
1975年から1979年にかけて、国土庁と住宅都市整備公団からの委託で、面積約1.200haに及ぶ東京都臨海都心部開発プロジェクトを手掛ける。同時期の筑波研究学園都市建設では研究学園都市開発基本計画策定委員会の副委員長を務め、マスタープランづくりに深く関与した。
1971年に東京大学を退官。1978年からは日本地域開発センター理事長や再開発コーディネーター協会の初代会長を務める。同協会に都市再開発の賞として「高山賞」が、また防災まちづくりのための「高山英華基金」が創設されている。また、平成7年度ひろしま街づくりデザイン賞大賞を受賞した広島市のA・CITYヒルズ&タワーズ」では磯崎新とともに総合監修を務めた。日本地域開発センター理事長時代に、東京臨海新交通システム（後のゆりかもめ）の環状線化を主張している。
晩年は地元杉並区でのまちづくりカレッジの校長と、杉並区にあった研究機関（蚕糸試験場と気象研究所）2跡地周辺の密集市街地の不燃化まちづくり事業推進機関として設立した防災不燃化公社（現まちづくり公社）の理事として、防災不燃化事業のほか公社運営や事業展開について指導していた。

## 略歴
- 1910年（明治43年） 出生
- 1928年（昭和03年） 東京高等師範学校附属中学校（現・筑波大学附属中学校・高等学校）卒業
- 1931年（昭和06年） 成蹊高等学校卒業
- 1934年（昭和09年） 東京帝国大学工学部建築学科卒業、東京帝国大学工学部建築学科助手
- 1935年（昭和10年） 野戦重砲兵第一連隊入隊
- 1938年（昭和13年） 東京帝国大学工学部建築学科助教授
- 1945年（昭和20年） 日本建築学会常議員（編修）
- 1949年（昭和24年） 工学博士（「都市における密度に関する研究」）
- 1949年（昭和24年） 東京大学第2工学部建築学科教授
- 1951年（昭和26年） 日本都市計画学会理事
- 1952年（昭和27年） 結婚
- 1953年（昭和28年） 東京大学工学部建築学科教授
- 1956年（昭和31年） 日本建築学会学術理事
- 1958年（昭和33年） 日本建築学会副会長
- 1961年（昭和36年） 東京工業大学教授併任
- 1962年（昭和37年） 東京大学工学部都市工学科教授
- 1964年（昭和39年） 「オリンピック代々木競技場および駒沢公園の企画設計ならびに監理」で日本建築学会賞特別賞受賞
- 1965年（昭和40年） 日本建築学会会長
- 1966年（昭和41年） 建築審議会委員
- 1967年（昭和42年） 中央公害対策審議会委員（総理大臣）
- 1969年（昭和44年） 「高蔵寺ニュータウン計画」で日本都市計画学会石川賞受賞
- 1971年（昭和46年） 東京大学定年退官、東京大学名誉教授
- 1972年（昭和47年） 沖縄国際海岸博覧会・会場計画委員会委員長
- 1974年（昭和49年） 都市計画中央審議会会長
- 1975年（昭和50年） 国土総合開発審議会副会長（総理大臣）、「沖縄国際梅洋博覧会、アクアポリス計画」でイタリア海洋スポーツ・海洋交通協会から特別大賞受賞
- 1976年（昭和51年） 日本建築学会名誉会員
- 1978年（昭和53年） 「都市・農村計画の体系化と発展および建築・都市行政の推進に寄与した功績」で日本建築学会大賞受賞
- 1978年（昭和53年） 日本地域開発センター理事長
- 1979年（昭和54年） 郡市防災研究所会長
- 1980年（昭和55年） 日本都市計画学会名誉会員
- 1981年（昭和56年） 学校法人工学院大学理事長
- 1981年（昭和56年） 日本建築学会創立100周年記念事業組織委員会委員長、同事業募金委員会委員長
- 1985年（昭和60年） 再開発コーディネーター協会会長
- 1993年（平成05年） 森記念財団会長
- 1999年（平成11年） 逝去

## 論文・寄稿文
- 高山英華, 「都市計画より見た密度に関する研究」 東京大学 博士論文, [報告番号不明], 1949年, NAID 500000488543
- 岸田日出刀, 高山英華, 關野克, 内田祥文「53) 月島火災實驗に於ける燃燒熱量と火災状況」『建築學會論文集』第13巻、日本建築学会、1939年、437-446頁、doi:10.3130/aijsaxxxx.13.0_437、ISSN 0387-1169、NAID 110004322136。
- 高山英華, 金野勝美「大都市における軽工業地域の調査研究」『大会学術講演梗概集. 計画系』第2号、日本建築学会、1945年11月、50-51頁、NAID 110003516694。
- 高山英華, 小島重次, 村井敬二「4. 大都市の人口密度に就て」『大会学術講演梗概集. 計画系』第3号、日本建築学会、1946年7月、6-7頁、NAID 110003516800。
- 高山英華, 小島重次, 村井敬二「21 都市の土地利用及居住密度」『大会学術講演梗概集. 計画系』第1号、日本建築学会、1947年11月、18-19頁、NAID 110003516774。
- 高山英華「50. 都市計画方法論概説」『大会学術講演梗概集. 計画系』第23号、日本建築学会、1948年5月、39-40頁、NAID 110003520013。
- 伊藤滋, 市浦健, 井口〓三, 池邊陽, 〓田文永, 小坂秀雄, 小宮賢一, 佐藤鑑, 笹川季男, 關野克, 高山英華, 竹山謙三郎, 武基雄, 丹下健三, 玉眞秀雄, 濱口〓一, 松下〓夫, 三浦忠夫, 森田茂介, 武藤〓, 藥師寺厚, 渡邊要「建築技術のありかた」『建築雑誌』第743号、日本建築学会、1948年8月、1-36頁、ISSN 00038555、NAID 110003779725。
- 高山英華, 小島重次「106 東京の土地所有 1911年(明治44年末)の状況」『日本建築學會研究報告』第6号、日本建築学会、1950年5月、400-403頁、NAID 110003831430。
- 高山英華, 米永代一郎「107 千葉市に於ける都市公共施設」『日本建築學會研究報告』第6号、日本建築学会、1950年5月、404-407頁、NAID 110003831431。
- 高山英華「43. 市街地内部の容積的研究」『日本建築學會研究報告』第12号、日本建築学会、1951年6月、169-172頁、NAID 110003830791。
- 高山英華, 市川清志, 小島重次「44. 地価より見た土地利用について」『日本建築學會研究報告』第12号、日本建築学会、1951年6月、173-175頁、NAID 110003830792。
- 高山英華「住宅地の計画」『生産研究』第4巻第11号、誠文堂新光社、1952年11月、414-418頁、ISSN 0037105X、NAID 120001742413。
- 高山英華, 小島重次, 宮沢美智雄「142 鉄道貨物交通需要の分布 : 東京都区部に就いて」『日本建築學會研究報告』第27号、日本建築学会、1954年5月、83-84頁、NAID 110003833755。
- 高山英華「地域計画と行財政計画と社会計画」『自治研究』第40巻第13号、第一法規、1964年12月、3-14頁、ISSN 02875209、NAID 40001554419。
- 高山英華「都市計画と東京」『工業教育』第13巻第1号、日本工学教育協会、1966年、42-44頁、doi:10.4307/jsee1953.13.42、NAID 130003441291。
- 高山英華「緑地の価値」『不動産研究』第9巻第3号、日本不動産研究所、1967年7月、20-22頁、ISSN 05327776、NAID 40003346313。
- 池辺陽, 稲垣栄三, 関野克, 高山英華, 前川国男, 山本学治「帝国ホテル旧館の保存について」『建築雑誌』第988号、日本建築学会、1967年11月、757-766頁、ISSN 00038555、NAID 110006335218。
- 高山英華, 亀井幸次郎, 村上處直「1968年十勝沖地震における十和田市の出火機構アンケート調査 : 都市計画」『大会学術講演梗概集. 計画系』第44号、日本建築学会、1969年7月、763-764頁、NAID 110003520401。
- 高山英華「農山漁村計画の意味 (主集 農村計画)」『建築雑誌』第1051号、日本建築学会、1972年5月、409-410頁、ISSN 00038555、NAID 110006369093。
- 高山英華「近年の災害と防災対策 (防災講演会(59.8.2 ニッショーホール))」『季刊防災』第74号、全国防災協会、1984年9月、33-43頁、ISSN 03857336、NAID 40000605633。
- 高山英華, 藤森照信, 松葉一清「都市計画における第3の道」『建築雑誌』第1244号、日本建築学会、1986年3月、7-12頁、ISSN 00038555、NAID 110003792765。
- 松本昌二, 宮腰和弘, 会田洋, 熊倉清一「長岡市の戦災復興都市計画の史的研究」『土木史研究』第10号、土木学会、1990年、299-306頁、doi:10.2208/journalhs1990.10.299、ISSN 0916-7293、NAID 130004038152。

## 筑波移転主要跡地の利用計画
高山は、首都圏にある国の機関の筑波研究学園都市移転後跡地の利用について、跡地利用に関する国有財産中央審議会委員として具体的な跡地利用計画策定に関与。利用計画について主要跡地と非主要跡地に区分し答申、以下の通り処分を行うこととした。
- 農林水産省林業試験場本場跡地（目黒区下目黒・品川区小山台） - 林試の森公園、周辺地域不燃化推進を条件としている
- 農林水産省蚕糸試験場本場跡地（和田） - 蚕糸の森公園（周辺地域不燃化推進が条件の防災公園）、小学校移転(杉並区立第十小学校)，新高円寺駅入り口（地下鉄駅務舎）
- 農林水産省蚕糸試験場日野桑園跡地（日野市） - 日野市自然体験広場「仲田の森」、残りは日野市立仲田小学校校庭と留保地に
- 農林水産省農業技術研究所（現農業環境技術研究所）、獣疫研究室（現動物衛生研究所）跡地（北区西ヶ原） - 北区滝野川公園、東京都北区防災センター、滝野川体育館、国立印刷局東京病院、消防署移転し東京消防庁第五消防方面本部#滝野川消防署に
- 農林水産省農事試験場畑作部跡地（埼玉県北本市） - 留保地。1984年の関東地方審答申で病院及び研究施設等を予定
- 農林水産省家畜衛生試験場跡地（小平市） - 国分寺市営けやき公園、東京都立小平南高等学校、国分寺市民スポーツセンター、残りは周辺都市整備事業用地
- 農林水産省畜産試験場跡地（千葉県千葉市） - 千葉県立青葉の森公園、一部は隣接する星久喜小学校校庭拡張と周辺都市整備事業用地、千葉大学代替地
- 農林水産省果樹試験場本場跡地（神奈川県平塚市） - 平塚市総合公園、平塚市立大原小学校、神奈川県立平塚中等教育学校と留保地。留保地は1985年の関東地方審答申で公園を予定
- 旧通商産業省東京工業試験所本所跡地（渋谷区本町） - 新国立劇場（第二国立劇場東京オペラシティ）
- 旧通商産業省東京工業試験所目黒分室跡地（目黒区三田） - 東京二十三区清掃一部事務組合目黒清掃工場および目黒清掃工場緩衝緑地（通称「クリーン公園」）
- 旧通商産業省機械技術研究所本所跡地（杉並区井草） - 井草森公園、不燃ごみ中継施設
- 旧通商産業省機械技術研究所東村山分室跡地（東村山市富士見町） - 東京都立東村山西高等学校、東村山市立富士見小学校、東京都立公園東村山中央公園、東村山立富士見文化センター、東京都水道局八坂給水所、また、通産研究所研修部施設の拡張用地、周辺都市整備事業用地
- 旧通商産業省工業技術院電子技術総合研究所田無分室跡地（田無市、現・西東京市） - 田無市民公園、遊水池、東京都立田無高等学校、西東京市総合体育館、周辺都市整備事業用地
- 旧通商産業省工業技術院公害資源研究所本所跡地（埼玉県川口市） - 川口駅西口再開発事業用地。川口リブレ、川口総合文化センターリリア、駅前公園の川口西公園などに
- 旧通商産業省工業技術院公害資源研究所浮間分室跡地（北区浮間） - 東京都下水道局浮間水再生センター（下水処理場。地上は公園・浮間子どもスポーツ広場）、新幹線等JR線線路用地、公務員宿舎浮間住宅・経済産業省浮間独身寮（集約立体化用地）
- 旧通商産業省計量研究所跡地（板橋区加賀） - 板橋区加賀1丁目公園、板橋区東板橋体育館、残りは周辺都市整備事業用地
- 気象庁気象研究所本所跡地（杉並区高円寺） - 馬橋公園。土地利用については、周辺地域不燃化推進を条件にしている
- 旧建設省土木研究所千葉支所跡地（千葉県千葉市稲毛区） - 稲毛区穴川中央公園、稲毛区穴川コミュニティセンター、千葉県立京葉工業高等学校拡張、一部は放射線医学総合研究所拡張用地、のこりは周辺都市整備事業用地
- 旧建設省土木研究所鹿島試験所跡地（茨城県神栖町、現・神栖市） - 留保地
- 旧建設省建築研究所跡地（新宿区百人町） - 新宿区立百人町ふれあい公園と都営百人町三丁目アパート（周辺地域再開発事業用地）
- 旧建設省国土地理院跡地（目黒区東山） - 区民施設/東山公園と区立老人ホーム東山
- 東京教育大学本部跡地（文京区大塚） - 教育の森公園・文京区文京スポーツセンター・占春園、筑波大学学校教育部（既存建物利用）、筑波大学附属小学校校庭拡張 放送大学東京文京学習センター、筑波大学#研究科
- 東京教育大学農学部跡地（目黒区駒場） - 駒場野公園・目黒区立駒場体育館、東京都立国際高等学校、大学入試センター
- 東京教育大学体育学部跡地（渋谷区西原） - 渋谷区スポーツセンター、ガールスカウト会館、高齢者住宅（ライフピア西原）、渋谷区総合ケアコミュニティ・せせらぎ
- 東京教育大学保谷農場・保谷寮・保谷グラウンド跡地（保谷市、現・西東京市） - 文理台公園、西東京市立明保中学校、東町下水ポンプ所，周辺都市整備事業用地
- 東京教育大学光学研究所跡地（新宿区百人町） - 社会保険中央総合病院が移転。ほか社会保険中央総合病院看護専門学校、国立科学博物館分館
- 東京教育大学祖師谷農場跡地（世田谷区上祖師谷） - 祖師谷公園（一部）、祖師谷国際交流会館（旧・留学生会館）、周辺都市整備事業用地
- 東京教育大学板橋寄宿舎・桐花寮跡地（板橋区常盤台） - 板橋区平和公園
- 東京教育大学板橋寄宿舎・茗花寮跡地（常盤台） - 筑波大学附属桐が丘特別支援学校（同校敷地の一部へ）
- 東京教育大学坂戸農場跡地（埼玉県坂戸市・鶴ヶ島町、現・鶴ヶ島市） - 筑波大学附属坂戸高等学校（同校農場の一部が旧坂戸農場の一部に）ワカバウォーク等と留保地。大部分は1985年関東地方審答申で、中小工場移転用地の予定。

東京教育大学跡地は国立学校特別会計所属財産、東京教育大学跡地以外の21跡地については、特々会計所属の財産。この他に一部道路予定地へと組み込まれたものもある。学校が隣接する場合一部を学校用地に、もしくは新設の予定地として提供。その他はできるだけ防災施設・公園施設となるよう策定し実現させている。

## おもな門下
- 小島重次
- 大村虔一
- 南條道昌
- 土田旭
- 石田頼房
- 伊藤滋
- 下河辺淳 - 在学中に終戦を迎えたため高山英華の下で戦災復興都市計画に参画
- 村上處直
- 金壽根